# Мило Килибарда
Мило Килибарда (Велимље, код Никшића, 14. фебруар 1913 — Београд, 15. август 1983) био је учесник Народноослободилачке борбе, генерал-пуковник ЈНА и народни херој Југославије.

## Биографија
После ослобођења Југославије, наставио је војну каријеру у Југословенској народној армији (ЈНА) и обављао разне одговороне дужности. Био је начелник Управе у Генералштабу, командант Прве пролетерске дивизије, командант подручја, начелник штаба Армије, начелник Прве управе Генералштаба. Завршио је Вишу војну академију. Активна војна служба у ЈНА му је престала 1973. године у чину генерал-пуковника.
Био је биран за посланика Скупштине СР Црне Горе и председника Комисије за демаркацију пограничних области.
Погинуо је 15. августа 1983. године у саобраћајној незгоди у Београду. Сахрањен је у Алеји заслужних грађана на Новом гробљу.
Носилац је Партизанске споменице 1941. и других југословенских одликовања, међу којима су — Орден ратне заставе, Орден партизанске звезде првог реда, Орден заслуга за народ првог реда и Орден братства и јединства првог реда и др. Орденом народног хероја је одликован 21. јула 1953. године.